# 费利克斯·朱利安·让·比戈·德·普雷阿默纳

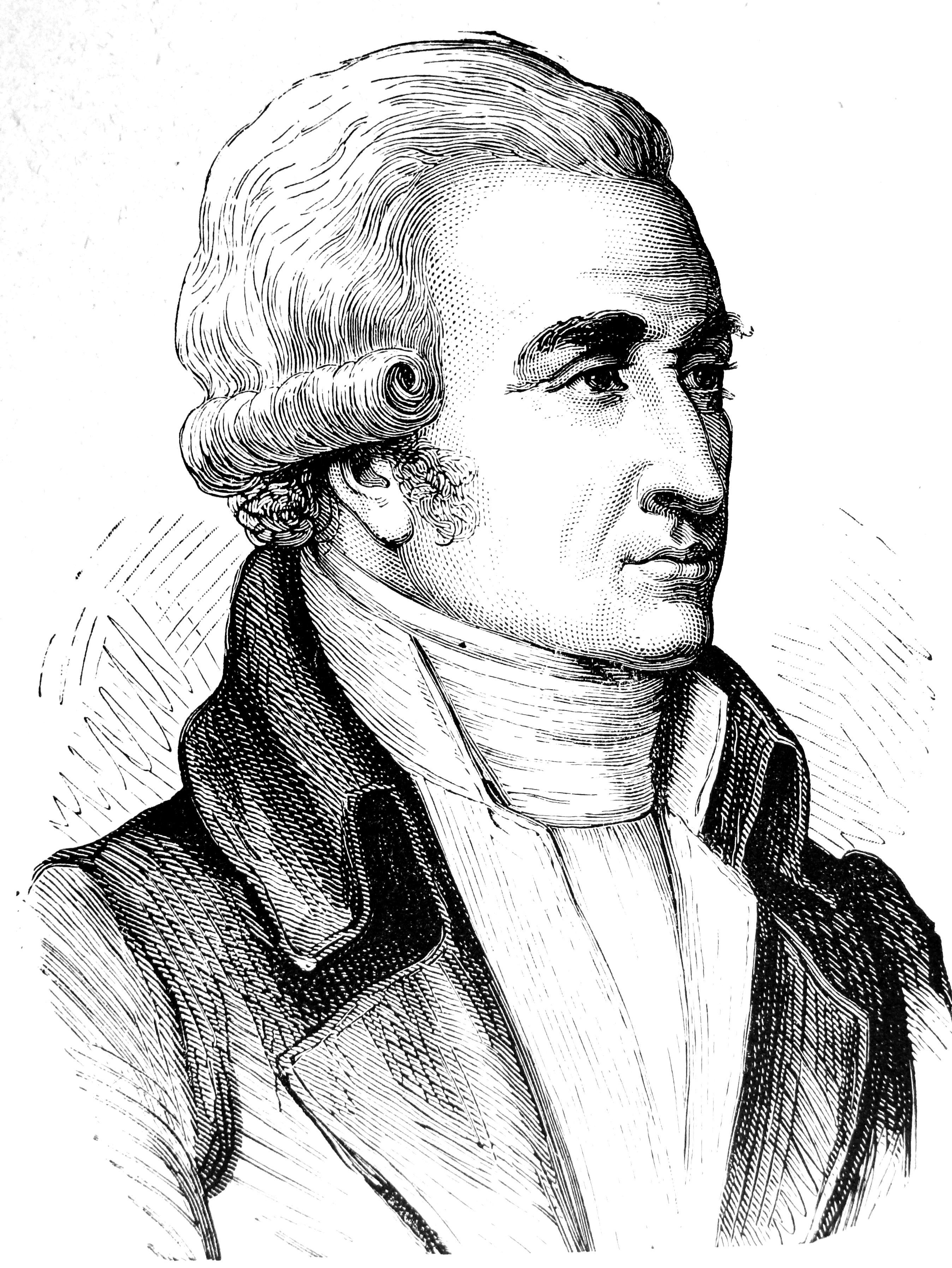
比戈·德·普雷阿默纳

费利克斯·朱利安·让·比戈·德·普雷阿默纳（法語：Félix Julien Jean Bigot de Préameneu，法語發音：[feliks ʒyljɛ̃ ʒɑ̃ biɡo də pʁeamnø]，1747年3月26日—1825年7月31日）是十九世纪初应拿破仑要求编写的《拿破仑法典》的四位法律作者之一。